# 胭脂墺戰鬥
胭脂墺戰鬥發生於1932年12月14日－27日，地點則是在中國豫南一帶（今河南省新野县境与湖北省枣阳市交汇处，具体有待考证）。該戰鬥是國共內戰前期主要戰鬥之一，交戰一方為中華民國國民革命軍，另一方則為中國共產黨所領導之中國工農紅軍。